# Iwaniwka (Luzk, Roschyschtsche)
Iwaniwka (ukrainisch Іванівка; russisch Ивановка/Iwanowka, polnisch Janówka) ist ein Dorf am Ufer des Stochid in der nordwestlichen Ukraine mit rund 290 Einwohnern. Es liegt in der Oblast Wolyn etwa 100 km östlich der polnischen Grenze. Die nächstgelegenen größeren Städte sind Riwne und Luzk.
Der Ort entstand vor dem 17. Jahrhundert und gehörte bis 1793 in der Woiwodschaft Wolhynien zur Adelsrepublik Polen-Litauen. Mit den Teilungen Polens fiel der Ort an das Russische Reich und lag bis zum Ende des Ersten Weltkriegs im Gouvernement Wolhynien.
Nach dem Ersten Weltkrieg kam der Ort zu Polen (in die Woiwodschaft Wolhynien, Powiat Kowel, Gmina Wielick) und hatte den Status einer Stadt, im Zweiten Weltkrieg wurde er zwischen 1939 und 1941 von der Sowjetunion besetzt. Nach dem Überfall auf die Sowjetunion im Juni 1941 wurde er dann bis 1944 von Deutschland besetzt, dies gliederte den Ort in das Reichskommissariat Ukraine in den Generalbezirk Brest-Litowsk/Wolhynien-Podolien, Kreisgebiet Kowel.
Nach dem Krieg wurde der Ort der Sowjetunion unter dem ukrainischen Namen Janiwka (Янівка) zugeschlagen. Dort kam das Dorf zur Ukrainischen SSR und seit 1991 ist es ein Teil der heutigen Ukraine. Am 7. Juni 1946 wurde er auf den heutigen Namen umbenannt.
Am 12. Juni 2020 wurde das Dorf ein Teil neu gegründeten Stadtgemeinde Roschyschtsche; bis dahin war es zusammen mit dem Dorf Korsyni (Корсині) ein Teil der Landratsgemeinde Litohoschtsche (Літогощанська сільська рада/Litohoschtschanska silska rada) im Süden des Rajons Roschyschtsche.
Am 17. Juli 2020 wurde der Ort Teil des Rajons Luzk.